# جراند ثفت أوتو: تشايناتاون ورز
سرقة السيارات الكبرى (تشايناتاون وورز) (بالإنجليزية: Grand Theft Auto: Chinatown Wars)، او كما تعرف بجاتا الحي الصيني هي لعبة فيديو إلكترونية من نوع أكشن-مغامرات وعالم مفتوح نشرتها شركة روكستار جيمز سنة 2009 وطورتها شركة روكستار ليدز وروكستار نورث.تدور أحدات القصة حول شخصية صينية تدعى Lee بعد وفاة ولده في الصين يذهب عند عمه في المهمة الاخيرة يطلب منك قتل عم Lee بسبب خيانة العصابة الصينية وأضافت هذه لعبة أشياء جديدة كتجارة بالمخدرات وصناعة مولوتوف وعندما تقوم بسرقة سيارة ينطلق جهاز إندار ويمكنك إطلاق نار من سيارة عن طريق مسدس يدوي ورشاش و يمكنك أيضا رمي قنابل من السيارة وإذا كنت ذاهبا إلى مدينة إخرى يجب عليك دفع مال ويمكنك أيضا شراء سيارات وإن كانت ويوجد أيضا هاتف وحاسوب إن أردت أن تشتري أسلحة أو أن ترى حال سوق مخدرات و يمكنك سرقة عربة المخدرات من العصابات الأخرى وبيعها لأفراد العصابة انفسهم. كما يمكنك تنفيذ مهمات خاصة والانضمام الي عصابات المافيا

## تقييم لعبة
| استقبال |                                    |
| --- | ---------------------------------- |
| مجموع النقاط المجموع نقاط ميتاكريتيك DS: 93/100 [ 10 ] PSP: 90/100 [ 11 ] iOS: 91/100 [ 12 ] نتائج المراجعة نشرة نقاط 1أب.كوم DS: A– [ 13 ] PSP: A– [ 14 ] iOS: A [ 15 ] كمبيوتر آند فيديو غيمز 9.2/10 [ 16 ] إدج 9/10 يورو غيمر 10/10 [ 17 ] غيم إنفورمر 9.25/10 غيم برو [ 18 ] غيم سبوت 9.5/10 [ 19 ] غيم سباي [ 20 ] غيمز رادار [ 21 ] جاينت بومب [ 22 ] آي جي إن DS: 9.5/10 [ 23 ] PSP: 9.3/10 [ 24 ] iOS: 9.0/10 [ 25 ] [ 26 ] نينتندو ورلد ريبورت 9.0/10 [ 27 ] مجلة نينتندو الرسمية 94% [ 28 ] إكس-بلاي [ 29 ] TouchArcade iOS: [ 30 ] |                                    |
| مجموع النقاط |                                    |
| المجموع | نقاط                               |
| ميتاكريتيك | DS: 93/100 PSP: 90/100 iOS: 91/100 |
| نتائج المراجعة |                                    |
| نشرة | نقاط                               |
| 1أب.كوم | DS: A– PSP: A– iOS: A              |
| كمبيوتر آند فيديو غيمز | 9.2/10                             |
| إدج | 9/10                               |
| يورو غيمر | 10/10                              |
| غيم إنفورمر | 9.25/10                            |
| غيم برو | [ 18 ]                             |
| غيم سبوت | 9.5/10                             |
| غيم سباي | [ 20 ]                             |
| غيمز رادار | [ 21 ]                             |
| جاينت بومب | [ 22 ]                             |
| آي جي إن | DS: 9.5/10 PSP: 9.3/10 iOS: 9.0/10 |
| نينتندو ورلد ريبورت | 9.0/10                             |
| مجلة نينتندو الرسمية | 94%                                |
| إكس-بلاي | [ 29 ]                             |
| TouchArcade | iOS:                               |

## وصلات خارجية
- جراند ثفت أوتو: تشايناتاون ورز على موقع IMDb (الإنجليزية)
- الموقع الرسمي
- GTA Chinatown Wars on Grand Theft Wiki
- جراند ثفت أوتو: تشايناتاون ورز علي موقع لولو ابس (العربية)